# 教科書疑獄事件
教科書疑獄事件（きょうかしょぎごくじけん）は、1902年（明治35年）に日本で発覚した学校の教科書採用をめぐる教科書会社と教科書採用担当者との間の贈収賄事件である。この時期までの学校教科書は検定制だったが、この事件をきっかけに国定教科書となり、それが第二次世界大戦まで続いた。

## 概要

### 事件の背景
明治期の学校教科書は、当初認可制であった。その後、政府が1886年（明治19年）に「教科用図書検定条例」を定め、翌1887年（明治20年）5月に「教科用図書検定規則」を定めたことで、教科書会社が発行した教科書を検定する制度が実施されるようになった。当時の小学校教科書は、各道府県ごとに審査委員を配置し、道府県単位で検定された教科書の採択を行うようになった。
そのような状況の下で、教科書会社による採択働きかけや売り込みなどの活動も激しくなっていった。教科書採択をめぐって不正行為があるという疑惑は、たびたび新聞紙上で取り上げられるようになった。

### 事件発覚
1902年（明治35年）秋、教科書会社の1つである普及舎の社長で元茨城県師範学校長の山田禎三郎が列車内に自分の手帳を置き忘れた。手帳に贈賄の事実関係が記されていたことから事件が発覚。
同年11月、枢密院議長に再選されたばかりの大木喬任が引責辞任を余儀なくされた。
同年12月17日、当局は教科書会社の金港堂・普及舎・集英堂・文学社など二十余か所を一斉に捜索、金港堂社長・原亮一郎らを検挙した。これを皮切りに贈収賄事件の一斉摘発が進められ、栃木県知事溝部惟幾や新潟県知事柏田盛文、文部省の担当者、府県の採択担当者、師範学校長や小学校長、教科書会社関係者など、40道府県200人以上が摘発された。うち152人が予審に付され、116人が有罪判決を受けたが、冤罪も多数含まれていた。また、教科書疑獄事件に関係した金港堂・集英堂・普及舎・冨山房・国光社などが発行する教科書は採択禁止となったが、文学社は無罪とされた。

### 影響
教科書疑獄事件発覚以前から、文部省は教科書国定化を計画していた。また帝国議会でも、事件発覚以前に複数回にわたり、教科書国定化の建議が提出されていた。
事件の発覚によって、政府は一気に教科書国定化をすすめることとなった。事件発覚翌年の1903年（明治36年）には、小学校教科書国定化の法案が成立し、国定教科書が導入された。

## 事件を扱ったテレビ番組
- NHK特集『明治教科書疑獄事件 ‐ 国定化への道 ‐』（1982年5月10日 NHK）